# Red Wings Airlines
Red Wings Airlines är ett flygbolag baserat i Moskva, Ryssland. Flygbolaget erbjuder både reguljärt passagerarflyg och flygfrakt. Bolaget grundades 1999 under namnet VARZ-400, efter den ryska akronymen för Vnukovo Avia Repair Factory. Bolaget bytte namn till Airlines 400 2001, innan det fick sitt nuvarande namn 2007.
Bolaget ägs av Alexander Lebedev, som ville skapa ett lågprisflygbolag med moderna, ryska Tupolev Tu-204, både nybyggda och begagnade. Företaget har för tillfället 8 stycken i drift och har även sökt efter Airbus A320 och Airbus A321-plan för att komplettera sin flotta. Lebedev äger också 49 % av det tyska charterflygbolaget Blue Wings, som skulle bli Red Wings systerbolag. Blue Wings gick dock i konkurs i januari 2010, till följd av den ekonomiska krisen, vilket ledde till att investerare lämnade bolaget.

## Olyckor
Under 2012 drabbades flygbolaget av flera olyckor. Den 20 december 2012 kanade ett Tu 204-plan 350 meter utanför landningsbanan, enligt Aviation Herald. Planet hade 59 passagerare och 8 besättningsmedlemmar. Den 5 november 2012 misslyckades ett Tu 204 med att landa inom landningsbanans gränser i Jekaterinburg. Ingen kom till skada vid något av dessa tillfällen. Den 29 december 2012 havererade ett Tu 204 vid landning i Moskva, planet kanade ut på motorvägen M3 som leder mot Kiev och Ukraina. Tolv personer befann sig ombord, alla ingick i besättningen. Fyra personer omkom i haveriet, fyra ådrog sig svåra huvudskador. En av de som omkom var piloten.